# Elizabeth Farren
Elizabeth Farren, född 1759, död 1829, var en brittisk skådespelare. 
Hon föddes i Cork på Irland som dotter till den irländska kirurgen och apotekaren George Farren. När hennes far avled fattig tog hennes engelska mor med sig henne och hennes syster Margaret Farren till Liverpool i Storbritannien och de började alla tre arbeta som skådespelare för att försörja sig. 
Elizabeth Farren debuterade i London som Miss Hardcastle i She Stoops to Conquer år 1777. Hon gjorde succé, och kom att bli en av Londonscenens stjärnor. Hon hade en framgångsrik karriär vid Drury Lane Theatre och Theatre Royal Haymarket i London mellan 1777 och 1797. 
Hon gifte sig 1797 med politikern Edward Smith-Stanley, 12th Earl of Derby och avslutade sedan sin karriär. Paret hade en dotter. 